# 马生人
马生人為搜神記寫道：秦孝公二十一年的時候，有匹馬生了一個人，在昭王二十年，一匹公馬生子而死。刘向和《京氏易傳》分別認為這是馬禍為一種卦象。